# Małgorzata Łatuszyńska
Małgorzata Łatuszyńska – polska ekonomistka, doktor habilitowany nauk ekonomicznych.

## Życiorys
W 1984 r. ukończyła studia informatyczne w Politechnice Szczecińskiej, w 1992 r. obroniła pracę doktorską pt. Symulacyjne badanie rynku towarowych usług przewozowych w międzynarodowych korytarzach transportowych, której promotorem był prof. Zenon Głodek, w 2004 r. habilitowała się na podstawie pracy zatytułowanej Modelowanie efektów rozwoju międzynarodowych korytarzy transportowych. Była zatrudniona w Państwowej Wyższej Szkole Zawodowej w Gorzowie Wielkopolskim.
Pracuje na stanowisku profesora uczelni w Instytucie Zarządzania Uniwersytetu Szczecińskiego.

## Odznaczenia
- Srebrny Krzyż Zasługi (2017)[3]